# Дзига и его братья
«Дзига и его братья» — неигровой фильм, снятый режиссёром Евгением Цымбалом в 2002 году. Картина, созданная на основе архивных фото- и кинодокументов и рассказывающая о жизни Дзиги Вертова, Михаила Кауфмана и Бориса Кауфмана, получила кинопремию «Ника» (2003).

## Содержание
Действие фильма начинается в городе Белостоке, где в семье Фейги и Абеля Кауфманов один за другим рождаются три сына: Дзига, Михаил и Борис. На единственной сохранившейся фотографии они запечатлены все вместе; позже судьба разведёт их по разным странам: старшие будут жить в Советском Союзе, Борис по настоянию отца уедет во Францию.
Творческий союз Михаила и Дзиги складывается в начале 1920-х годов. Дзига Вертов считает, что кино не должно имитировать обычное зрение, а потому нужно постоянно искать новые ракурсы, менять скорость движения плёнки, направлять время вспять. Михаил смело осуществляет самые фантастические идеи брата; он так и останется его лучшим оператором. Но если старший — Дзига — живёт только киноискусством, то в жизни Михаила хватает места всему: общительный и обаятельный, он является душой любой компании.

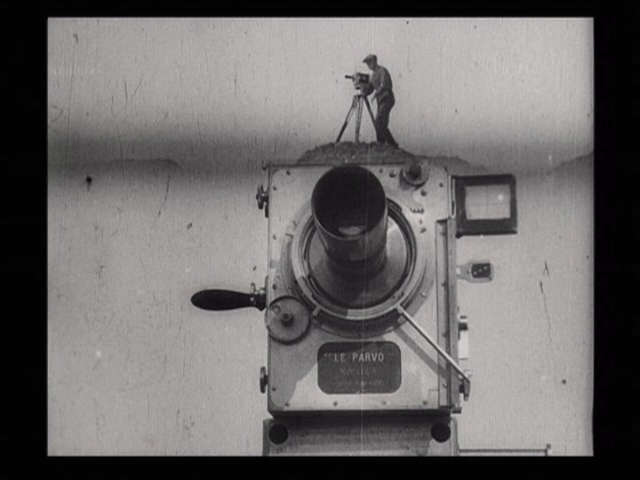
Кадр из фильма Дзиги Вертова «Человек с киноаппаратом»

Их пути расходятся после фильма «Человек с киноаппаратом» — полнометражной ленты, снятой без актёров и декораций. После разрыва становится понятно, насколько у братьев разный творческий почерк: Дзига удивляет зрителей психоделической «Симфонией Донбасса»; Михаил выпускает поэтичную и элегантную картину «Весной».
Тем временем Борис, для которого главной школой были картины его братьев, работает в Париже с Жаном Виго — они вместе снимают «Аталанту», «Ноль по поведению», «По поводу Ниццы». Череда испытаний наступает, когда режиссёр уходит из жизни, оставляя оператора в полном одиночестве. В годы войны Борису удаётся вывезти жену и сына за океан; за место под американским солнцем ему приходится бороться более десяти лет. Свой шанс Борис реализует, включаясь в работу над драмой «В порту». Лента получает восемь «Оскаров», в том числе за работу оператора.
В ту пору, когда Борис входит в расцвет мастерства, его братья переживают не лучшие времена. Дзига, вернувшись после войны из эвакуации, ощущает полную ненужность: в основном он занимается съёмками пафосного, наполненного официального сводками киножурнала «Новости дня». Во время борьбы с космополитизмом Вертова обвиняют в формализме; на упрёки он реагирует равнодушно, а знакомым, справляющимся о самочувствии, отвечает: «Обо мне не беспокойтесь. Дзига Вертов умер». Он уходит из жизни в 1954 году.
Михаил, который в 1930-х годах теряет жену-итальянку и ребёнка, так и не оправляется от потрясений; он продолжает работать в кино, но уже мало напоминает себя прежнего. Михаил Кауфман умирает в 1980 году в доме ветеранов. Вскоре настаёт черёд уйти и Борису — младшему из «самых, может быть, великих братьев в истории кино».

## История создания

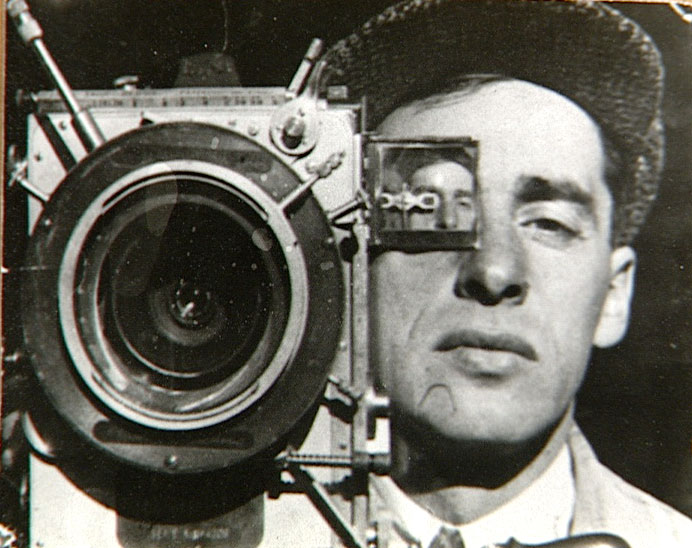
Михаил Кауфман

По словам Евгения Цымбала, он давно заметил, как сильно картины Дзиги Вертова отличаются от работ других документалистов; про себя он называл его фильмы «ритуальным кино». Когда студия «СТВ» предложила режиссёру создать ленту о братьях-кинематографистах, он не только погрузился в коллекции Госфильмонда России, но и начал изучать хранилища Франции и США. Из пятидесяти часов плёнки, отснятой Дзигой Вертовым, Цымбал просмотрел сорок четыре. Далеко не все увиденные материалы удалось включить в фильм; так, за кадром осталась редкая запись, на которой Борис Кауфман получает премию «Оскар». Во многом эти ограничения были связаны с финансами: за минуту использования американских архивных коллекций съёмочной группе приходилось платить до десяти тысяч долларов.
Предварительно написанного сценария у Цымбала не было; по его мнению, попытка работать по жёсткому плану вгоняет режиссёра в «прокрустово ложе заданной концепции», а снимаемая им картина приобретает «каталожно-библиотечный привкус». На стилистику фильма повлияли работы Романа Вишняка, в частности, его фотовыставка «Исчезнувший мир». Кроме того, общее настроение была задано открытками, присланными из Польши: они давали представление о жизни семьи букиниста Абеля Кауфмана в Белостоке.

## Герои фильма
У Евгения Цымбала, автора «Дзиги и его братьев», была очень сложная задача — за пятьдесят две минуты рассказать об эпохе, жизненном пути и творчестве трёх таких крупных художников. На мой взгляд, фильм удался и как художественное произведение, и даже как учебное пособие для студентов, изучающих историю кино.
При анализе фильма кинокритик Виктор Матизен отметил, что «история братьев Кауфман поразительна»: Борис снял во Франции и Америке множество шедевров и умер «признанным классиком», в то время как Дзига — «один из основоположников отечественной кинодокументалистики» — ещё при жизни оказался забытым в своей стране.
Когда обозреватель журнала «Искусство кино» Елена Леонова предположила, что «Дзига и его братья» — это «сага о победе характера», Цымбал ответил, что едва ли героев его фильма можно назвать победителями — у каждого из них в жизни были собственные драмы:

Дзига Вертов, один из самых талантливых режиссёров мирового кино, семнадцать лет вынужден был заниматься ничтожной работой, подвергался травле и рано умер. Михаил Кауфман после трагических событий в начале 1930-х годов спрятался от неумолимой власти в научно-популярном кино и, в общем-то, не создал того, на что был способен. Борис, сняв три шедевра Жана Виго, четырнадцать лет перебивался случайными заработками, прежде чем достиг успеха.
Братья были совершенно разными: в Михаиле невозможно было заметить «мессианского пафоса Дзиги», Вертов оказался слишком талантливым для своего времени, а «абсолютный профессионал» Борис отличался крайней замкнутостью. Когда лента была смонтирована, режиссёр признался, что история каждого из них «заслуживает отдельного большого фильма».

## Создатели фильма
- Евгений Цымбал — режиссёр
- Евгений Цымбал — автор сценария
- Александр Буров — оператор
- Роман Рязанцев — композитор
- Владимир Голоунин — звукорежиссёр
- Николай Буров — закадровый текст
- Вадим Астахов — монтаж, реставрация/чистка кинохроники

## Награды и фестивали
- 2002 — кинофестиваль «Окно в Европу» (приз имени Саввы Кулиша)[3]
- 2002 — фестиваль документального кино «Россия» (Екатеринбург)[4]
- 2003 — кинопремия «Ника» («За лучший неигровой фильм»)[3]